# Разан Зейтуна
Разан Зейтуна (на арабски: رزان زيتونة – Разан Зейтуна / Зайтуна) е сирийска адвокатка, правозащитничка.
Създава блог, в който публикува информации за нарушения на човешките права в Сирия, като публично съобщава за извършени убийства и други злоупотреби от страна на сирийската армия и полиция. Нейните публикации се използват като важна информация от редица международни медии. Обвинена е от властите в Сирия за чуждестранен агент, което налага нейното укриване. Нейният съпруг и по-малкият ѝ брат са арестувани.

## Биография
Родена е в Сирия на 29 април 1977 г. Завършва право през 1999 г.
От 2001 г. е адвокат в екип за защита на политически затворници. През същата година е сред създателите на Асоциацията за правата на човека в Сирия. През 2005 г. създава Сирийски правозащитен информационен сайт SHRIL (от Syrian Human Rights Information Link), чрез коойто информира за нарушения на човешките права в Сирия. От 2005 г. е и активен член на Комитета за подкрепа на семействата на политическите затворници в Сирия.
На 27 октомври 2011 г., заедно с Асмаа Махфуз, Ахмед Сенуси, Али Ферзат и Мохамед Буазизи е удостоена с Награда за свобода на мисълта „Сахаров“. Получава също награда „Анна Политковска“, както и Международната награда за смели жени през 2013 г.
През декември 2013 г. е съобщено от опозиционните на режима сайтове, че заедно със съпруга си и 2 нейни колеги е отвлечена в град Дума, северно от Дамаск. Тяхното местоположение е неизвестно, а самоличността на похитителите не е изяснена.